# Kardovān
Kardovān (persiska: كردوان) är en ort i Iran.   Den ligger i provinsen Semnan, i den centrala delen av landet, 110 km sydost om huvudstaden Teheran. Kardovān ligger 849 meter över havet och antalet invånare är 240.
Terrängen runt Kardovān är platt, och sluttar söderut.Runt Kardovān är det glesbefolkat, med 9 invånare per kvadratkilometer. Trakten runt Kardovān består till största delen av jordbruksmark.